# Reino Unido en los Juegos Olímpicos de la Juventud 2018
Reino Unido compitió en los Juegos Olímpicos de la Juventud 2018 en Buenos Aires, Argentina desde el 6 de octubre al 18 de octubre de 2018.

## Medallas
|       | Medalla de oro | Medalla de plata | Medalla de bronce | Total |
| ----- | -------------- | ---------------- | ----------------- | ----- |
| TOTAL | 3              | 4                | 5                 | 12    |

## Medallistas
El equipo olímpico británico obtuvo las siguientes medallas:
| Nombre                    | Deporte  | Competición                        |
| ------------------------- | -------- | ---------------------------------- |
| Oro                       |          |                                    |
| Ivan Price                | Boxeo    | Hasta 52Kg M                       |
| Karol Itauma              | Boxeo    | Hasta 81Kg M                       |
| Caroline Sara Dubois      | Boxeo    | Hasta 60Kg F                       |
| Plata                     |          |                                    |
| Amelie Morgan             | Gimnasia | Artística - Competencia Múltiple F |
| Amelie Morgan             | Gimnasia | Artística - Suelo F                |
| Andrew Stamp              | Gimnasia | Trampolín M                        |
| Anthony Harding           | Saltos   | Trampolín 3 m M                    |
| Bronce                    |          |                                    |
| Hassan Azim               | Boxeo    | Hasta 64Kg M                       |
| Harry Birchill Sean Flynn | Ciclismo | Prueba Combinada M                 |
| Amelie Morgan             | Gimnasia | Artística - Viga de Equilibrio F   |
| Lauren Salisbury          | Karate   | Más de 59Kg F                      |
| Finn Hawkins              | Vela     | Tecno 293+ M                       |

- Datos: Q48609552
- Multimedia: Great Britain at the 2018 Summer Youth Olympics / Q48609552